# 特別企画乗車券

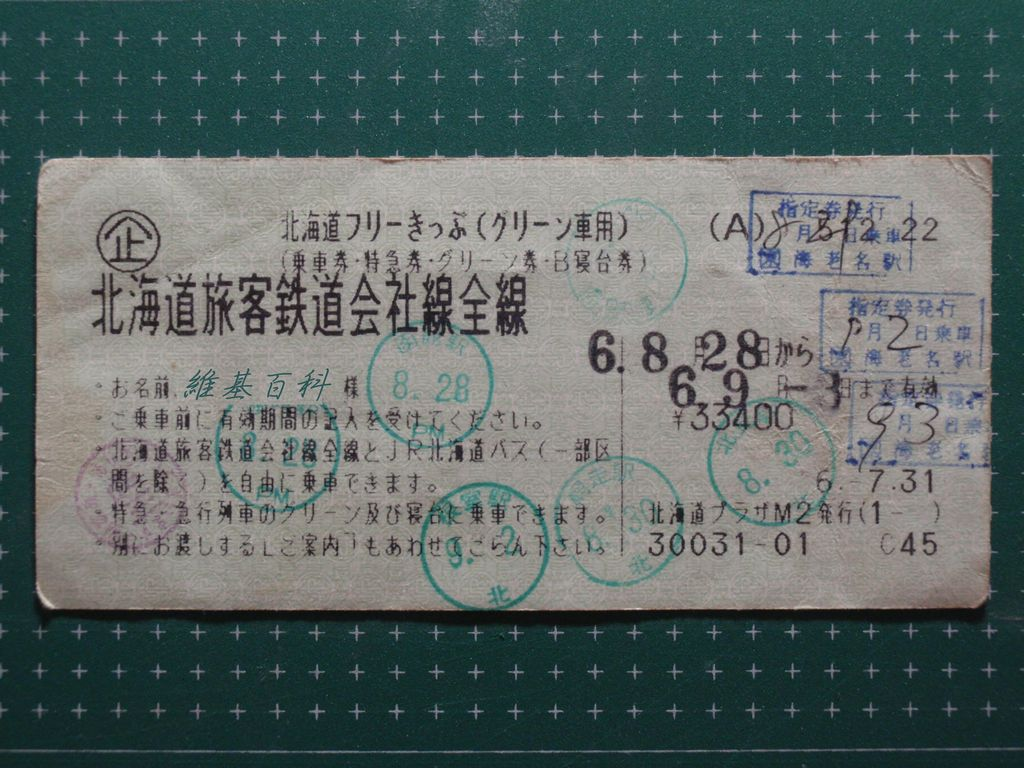
特別企画乗車券の例（「北海道フリーきっぷ」）

特別企画乗車券（とくべつきかくじょうしゃけん）とは、旅客に対する利便性向上や割引サービスの提供などを目的に、旅客鉄道（JR）各社の特殊割引乗車券発売規則に基づく特殊割引乗車券制度の一つ。「トクトクきっぷ」の愛称で知られ、特企券（とっきけん）とも呼ばれる。
現在の本制度における各種特殊割引乗車券の前身として、特殊割引乗車券発売規則に基づく「エコノミークーポン」（エック、制度廃止）や周遊割引乗車券発売規則（1998年3月31日廃止）に基づく「普通周遊券」及び「均一周遊券」などがあったが、これらは特別企画乗車券ではない。

## 概要

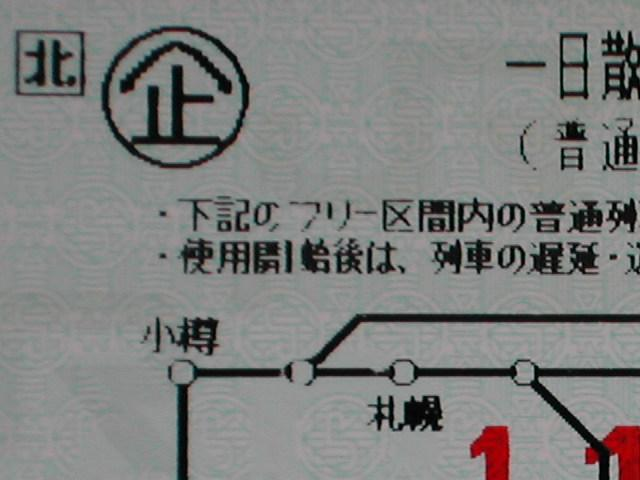
特別企画乗車券であることを示すマーク（一日散歩きっぷ）

1970年10月1日改正の日本国有鉄道特殊割引乗車券発売規則で制定された割引乗車券制度の一つで、券面には丸で囲んだ「企」のマークがつけられている。ただし周遊割引乗車券発売規則の廃止を受け、本制度の割引乗車券として新規に設定された『周遊きっぷ』（1998年 - 2013年）については、旧制度の名残で丸で囲んだ「遊」のマークをつけた。
窓口混雑の緩和・旅客誘致・輸送の調整を目的とした季節割引制度の一種として1959年6月15日改正の特殊割引乗車券発売規則で制定された臨時特殊割引乗車券制度を由来とする。臨時特殊割引乗車券は割引率を1割とし、次の3種が設けられていた。
- 第1種 - 夏季海水浴、登山、キャンプ、冬季スキー、スケート客向け
- 第2種 - 第1種の対象客以外の混雑地向け乗客向け
- 第3種 - 閑散期における観光客向け

1967年、第1種および第3種を「特殊観光乗車券」、第2種を「特殊往復乗車券」の2制度に整理改称し、このうち特殊観光乗車券について、割引率を2割に引き上げて改称し本制度が発足した。
特別企画乗車券は国鉄本社および各鉄道管理局がそれぞれ独自に設定することが可能だったことから、設定状況が全国に周知されにくかったため、「ナイスミディパス」などの発売を開始した1983年、本社旅客局が主導する形で、特別企画乗車券の設定状況をまとめて全国鉄部内に周知させる体制を整え、「トクトクきっぷ」の愛称とラクダのシンボルマークを定めて積極的な販売を展開。同年度の特別企画乗車券の売り上げは前年度比352億円増を記録して純普通旅客収入の減少分を補い、前年度を上回る普通旅客収入を達成した。
本制度は、「フリーきっぷ」など観光回遊型の割引乗車券が代表的だったが、民営化以降は競合交通機関（航空路線、高速バス、他社路線など）への対抗を目的とした回数券形式の割引乗車券が増加していった。2000年代以降はインターネット割引予約の普及および金券ショップのばら売防止策として、回数券形式の乗車券については廃止の傾向が見られる。

## 制限
割安な料金で利用できる条件として、多くの特別企画乗車券は何らかの利用制限を設けている。以下に利用制限の代表的な例を示す。
有効期間
多くのものが時期や曜日により利用可能な期間が限られる。特に多客期（最繁忙期）には利用できないものが多い。通年発売されているもので多客期に利用できない商品では、多客期にかかる場合はその日数だけ多客期後に有効期間がずらされる。有効期間については、往復乗車券タイプは往復乗車券の有効期間を踏襲している場合が多いが、日帰り往復専用の有効期限が1日のものも存在する。
途中下車
長距離の乗車券であっても、制限される場合が多い。目的地まで全くできないもののほか、一部の区間でできないものや指定した駅に限り途中下車ができるものが見られる（企画目的によっては逆に特定区間に限り乗り降り自由のものもある）。
乗車券の変更
基本的に区間及び経路の変更はできないが、使用開始前であれば1回に限り経路の変更が可能なものも一部にはある。また乗車券の一部でも使用した場合、回数券の表紙を紛失した場合には払戻しできないものがある。特急券がセットされたものでは、列車が遅れた場合などに払い戻しがないものがある。座席が指定されるタイプで、事前に座席の指定を受けずに乗車、または希望の座席が満席であった場合には自由席または立席の利用となる。インターネット予約の場合には、チケットを発券するまでは比較的自由に変更を行える例もある。
利用列車
普通列車用の乗車券では、所定の料金を払っても優等列車等に乗車できない場合がある。また東海道・山陽新幹線では、回数券タイプとエクスプレス予約以外の商品は大半が「のぞみ」「みずほ」を利用できない。さらに、同じ列車種別であっても時間帯などにより利用できる列車を限定するものもある。利用可能な列車または座席が限定されているものでは、希望する列車が満席となった時点で購入不可能となる場合もある。
利用座席
乗車する列車について、利用できる座席の種別を限定しているものがある。この場合、基本的には利用可能な座席との差額を支払っても上位種別の座席には乗車できない。ただし、座席の種別を変更するための料金券を別の特別企画乗車券として販売する場合もある。また、列車ごとに特定の割引乗車券を発売する席数を限定して、空席があっても割引乗車券は売り切れで購入できない、という設定も行われることがある。
利用資格
年齢や特定組織・特定のクレジットカードへの入会、あるいは国籍などによって利用者を限定する場合がある。また、「定期券と併用する特急料金の回数券」や「特定の特別企画乗車券に対するオプション券」など、特定の乗車券と併用しなければならないものも存在する。なお、学生割引は特別企画乗車券とは異なる制度である。
発売箇所
日本全国で発売されている乗車券はわずかで、大半は発着駅周辺および使用可能地域でのみ発売されている。地方都市と大都市を結ぶ往復乗車券タイプの商品の場合は、地方都市側でのみ販売されているものが多い。但し、使用可能地域を目的地とするJR旅行商品を購入する場合のみ、使用可能地域外にある旅行商品購入駅でも購入可能な乗車券がある。また、インターネット予約限定、券売機限定などのように販路を限定する例もある。
発売期間
殆どの乗車券は、利用予定日の1か月前から発売される。また、「乗車前日まで」「14日前まで」のように購入期限が決められており、乗車当日には購入できない例もある。
IC利用
新幹線早割系には、IC専用もある。

## 形態

### 回数券タイプ
回数乗車券と違い、特急券と乗車券をセットしたり、普通の回数乗車券に比べて利用時間・曜日などの限定・枚数を減らすなどして割安にする設定がある（2片道分で回数券とするタイプさえ存在する）。また、定期券所持者向けに特急やグリーン車、在来線並行区間の新幹線を利用できる料金券の回数券もある。

### 往復乗車券タイプ
航空便や高速バスと対抗するため、近距離から長距離まで幅広い距離帯で都市間に設定されている。経路や乗り換え駅が複数あったり、並走して寝台特急列車がある場合には、それら考えられる複数の経路から選択できるタイプのものもある。最近では、東京へ向かう往復乗車券で東京近郊のフリー乗車券をセットするもの、事前に購入すれば安くなる乗車券がある（新幹線で設定されている）。普通車指定席・普通車自由席用の乗車券は、こども用は半額となる（例外あり）。なお、九州内の往復割引きっぷはすべて回数券タイプの「2枚きっぷ」へ変更されている。
また、航空会社が特定の航空便に対して早期の予約・購入で運賃を割り引く「特定便割引」「早期購入割引」に対抗して、新幹線や在来線の特急券と乗車券をセットした往復乗車券で同様の設定をする乗車券類も発売されている。早期購入又は列車限定による割引のほか、土・日曜日に限り割引となるものも発売されている。一部は航空会社と同じく、座席数限定、購入後変更不可である。

### 入場券付き乗車券タイプ
特殊割引乗車券発売規則に基づく特殊割引乗車券の一種として、国鉄が旅行会社を通じて委託販売していた「エコノミークーポン」（通称・エック）制度を前身とする乗車券で、民営化にともない各旅客鉄道会社が旅行業務取扱資格を得たため、新たに本制度の乗車券として発行しているもの。エック時代と同様にテーマパークや博覧会などの入場券と、そこまでの往復の乗車券または乗車券と特急券をセットにして割引している。

### フリー乗車券タイプ
主に観光客を対象とした、旅行先の主要区間が乗り放題となる割引の乗車券である。ある条件のグループのみが利用できるものもある。フリー区間内で乗れる列車はまちまちであるが、基本的に普通車利用となる。普通車指定席・普通車自由席用の乗車券は、青春18きっぷなど一部を除いてこども用は半額となる。フリー区間内での扱いは定期乗車券とほぼ同様である。また、かつての均一周遊券と類似する周遊きっぷを代表とする往復乗車券タイプの乗車券には目的地付近がフリー区間となっているものも存在する。

### その他

#### 料金券に対する回数券・定期券
指定席を連結した普通列車・快速列車や、ホームライナーなど乗車整理券を必要とする列車について、その座席を利用する権利を回数券あるいは定期券の形で発行するものがある。また定期券と同時に利用することを条件とした特急料金についての回数券も一部区間で設定されている。詳しくは定期乗車券#特急料金定期券を参照。

#### 新幹線定期券
通勤用は「FREX（フレックス）」、通学用は「FREX（フレックス）パル」、九州新幹線では「新幹線エクセルパス」の愛称があり、新幹線の停車駅から200〜300kmの区間内で設定されている。定期乗車券と同様の形態をとるが、特別企画乗車券として扱われている。詳しくは定期乗車券#新幹線定期乗車券を参照。

#### 会員限定の割引乗車券

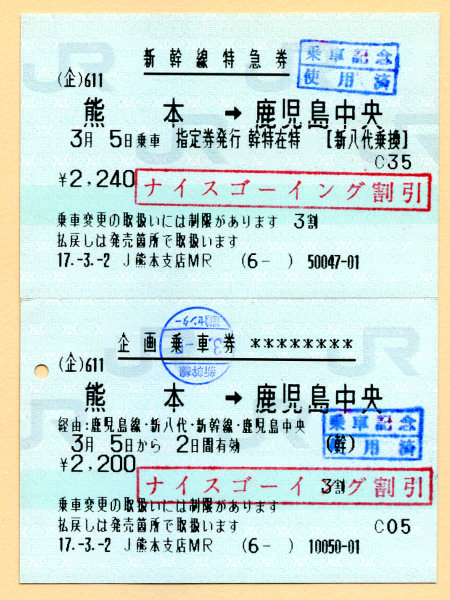
JR九州のナイスゴーイングカードを利用した九州内の片道切符の例

ある条件を満たす会員サービスに入会し、定められた条件（距離や曜日）を満たす乗車券を購入する際に会員証や指定するクレジットカードを提示することで運賃・料金の割引を受けられるものもある。この場合、発売される乗車券は特別企画乗車券となる。JRグループの会員サービスにはジパング倶楽部・大人の休日倶楽部・エクスプレス予約などがある。

## 私鉄・第三セクターにおける類似例
JR以外においても、多くの私鉄・第三セクターがフリー乗車券をはじめとした様々な企画乗車券を発行している。中には、東京メトロ24時間券のような使用開始から24時間有効となるタイプの特別企画乗車券を発行する鉄道事業者も存在する。南海電気鉄道の「サービック」、京阪電気鉄道の「クルットきっぷ」など、国鉄・JRの「トクトクきっぷ」のような統一名称を付ける社もあった。
私鉄・第三セクターにおける個々の企画乗車券については、該当記事もしくはそれに関連する鉄道事業者の記事を参照。